# Marcus Godinho
Marcus Valdez Pereira Godinho (ur. 28 czerwca 1997 w Toronto) – kanadyjski piłkarz pochodzenia portugalskiego występujący na pozycji prawego obrońcy lub prawego pomocnika w klubie Degerfors IF  , reprezentant Kanady.
Jego rodzice pochodzą z Portugalii.